# ژان کلاین
ژان کلاین (فرانسوی: Jean Klein‎؛ زادهٔ ۲۲ ژوئن ۱۹۴۴) قایقران روئینگ اهل فرانسه است.